# Ismail Qemali
Ismail Qemali vagy Ismail Qemal Vlora bég (nevének ejtése ismail t͡ɕɛmali; Vlora, 1844. január 16. – Olaszország, Perugia, 1919. január 24.) az albán nemzeti mozgalom kiemelkedő alakja, az újkori Albánia egyik alapító atyja, az Oszmán Birodalomtól függetlenné vált ország első miniszterelnöke 1912–1914-ben.

## Neve
A nagy múltú albán nemesi Vlora család sarja volt, aki életében az Ismail Qemal Vlora nevet használta, de mára a történetírás az Ismail Qemali névalakot kanonizálta. Nem kis részben köszönhető ez azon kommunista történetírói törekvéseknek, amelyek a névrövidítéssel kívánták elejét venni annak, hogy a független Albánia első miniszterelnökének alakját közvetlen kapcsolatba lehessen hozni egy feudális földbirtokoscsaláddal. Nevének gyakori írásmódja Ismail Kemal.

## Életútja
Mahmud Vlora bég és Hedije Arslan Pashali fiaként született Avlonyában (ma Vlora). Édesanyja nevelte, alapfokú tanulmányait Szalonikiben és szülővárosában végezte el, majd a janinai Zoszimaja középiskola tanulója volt. 1859-ben családjával együtt Konstantinápolyba költözött, s 1860 májusától – alig tizenhat éves korától – a Porta külügyminisztériumában látott el fordítói feladatokat. Így került be az oszmán közigazgatásba, és különböző hivatalokat betöltve, kisebb-nagyobb megszakításokkal, emelkedett a tisztviselői ranglétrán egészen 1900-ig. 1862-től 1864-ig a Yanyai (Janinai) ejalet beglerbégének titkára volt, 1864-ben pedig Thesszália kormányzója – egyben nagybátyja –, Ismail Rahmi pasa mellett töltött be vezető szerepet a tartományi kormányzatban. Később, 1866-tól Rusçukban, a Midhát pasa vezette Dunai vilajet adminisztrációjában ő irányította a kapcsolati osztály munkáját. 1869-ben Dél-Dobrudzsa szandzsákbégjévé nevezték ki, egyúttal a nemzetközi Duna Bizottság elnöke lett. Ez utóbbi tevékenysége során széles kapcsolathálót épített ki nyugati, főleg angol diplomatákkal és üzletemberekkel.
Már rusçuki évei alatt üzleti tevékenységekbe kezdett. 1873 és 1876 között angol üzlettársakkal közösen irányította réz- és vasfeldolgozó üzemét. 1875-ben Londonba is ellátogatott, ahol ismeretséget kötött William Gladstone-nal és Frederick Stanley-vel. A lezárulásához közeledő közigazgatási reform részeként ekkoriban született meg a gondolat, hogy az albánlakta területeket egy közigazgatási egységben egyesítsék, Koszovói vilajet néven. Ennek vezetőjéül, Midhát pasa közbenjárására, Qemalit szemelték ki. Ám miután bevezették az alkotmányos monarchiát, és Midhát pasát eltávolították pozíciójából, a szövetségeseként és támogatójaként ismert Qemalit 1877-ben Kütahyába internálták.
Néhány év elteltével visszatérhetett közigazgatási feladataihoz. 1884-től 1890-ig Bolu, 1890-ben Gallipolli szandzsákbégje, 1891-ben Bejrút válija volt. Az 1890-es évek végén az államtanács tagjává választották. Politikai helyzete azonban eddigre már meglehetősen bizonytalanná vált. Egyfelől aktívan részt vállalt a konstantinápolyi albán emigráció Naim és Sami Frashëri vezette politikai és tudományos életében: kivette a részét az albán ábécé egységesítésére irányuló erőfeszítésekben, szerepet játszott egy albán kulturális társaság életében, s mindezt a Porta nem nézte jó szemmel. Emellett demokratikus reformokra és az albánok önállósodására buzdító, nyilvánosan is felvállalt liberális nézetei miatt összeütközésbe került előbb a konzervatív konstantinápolyi körökkel, majd a rendőrség is felfigyelt rá. Végül 1900 májusában el kellett hagynia Konstantinápolyt. Évekig országról országra utazva emigrációban élt, Görögországban, Olaszországban, Franciaországban, Belgiumban és Angliában újságcikkek tömegével hívta fel a nyugati közvélemény figyelmét Albániára és az ország helyzetére. Végül az 1908-as ifjútörök forradalmat követően tért vissza az Oszmán Birodalomba, s egyetlen albán nemzetiségű képviselőként, a közép-albániai Berat küldötteként a török parlament tagja lett. Miután 1909-ben az ifjútörököket nacionalista körök elűzték, és katonai rezsimet vezettek be, Qemali Ahrar (’Liberális’) néven pártot alapított, amelynek meghirdetett célja a birodalom decentralizálása és egy albán autonóm terület kialakítása volt. Támogatta az albán függetlenségi mozgalmat, amely 1910–1911-re fegyveres felkeléssé eszkalálódott.

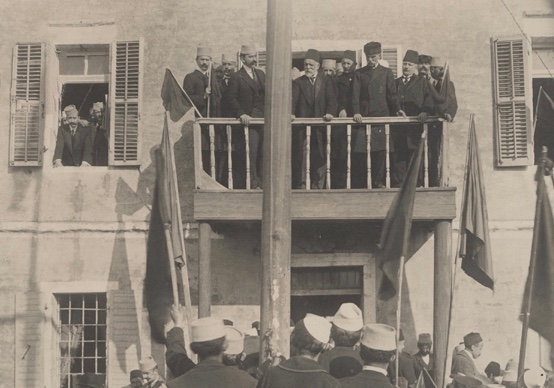
A független Albánia kikiáltása Vlorában, 1912. november 28-án

Az első Balkán-háború alatt csatlakozott a bukaresti albán emigrációhoz. A háború kitörésekor azonnal Bécsbe utazott, hogy gróf Leopold Berchthold császári és királyi külügyminiszterrel tárgyaljon Albánia sorsáról. Végül ígéretet kapott arra, hogy az Osztrák–Magyar Monarchia támogatja egy független albán állam megalakulását. 1912. november 19-én az albániai Durrësba hajózott, onnan pedig szülővárosába, Vlorába utazott. A sebtében ott összehívott albán nemzetgyűlés végül az ő elnöklete alatt 1912. november 28-án kikiáltotta Albánia függetlenségét. A fél évezredes oszmán uralomnak véget vetve, Isa Boletinival és Luigj Gurakuqival együtt ő tűzte ki a nemzetgyűlés helyszínéül szolgáló kétemeletes épület erkélyére az immár független ország zászlaját, és ő olvasta fel a függetlenségi nyilatkozatot.
Másnap, november 29-én vezetésével megalakult a függetlenné vált ország első, ideiglenes kormánya, de Qemali már kabinetje elismertetésével sem tudott megbirkózni. Miután a nagyhatalmak 1913 októberében egy nemzetközi összetételű bizottság ellenőrzése alá vonták Albániát, Qemali 1914. január 15-én lemondott és Nizzába emigrált. Itt mondta tollba visszaemlékezéseit 1917 elején a brit Sommerville Story újságírójának, amely könyv alakban csak halála után, 1920-ban jelent meg.
Qemali olaszországi emigrációban halt meg, s földi maradványait a Vlora melletti Kanina tekkéjében (bektási derviskolostor) helyezték nyugalomra. Hamvait 1932-ben egy vlorai közparkban újratemették.

## Emlékezete
Az 500 lekesen az ő portréja látható.